# Новослобідське (село)
Новослобідське (до 2024 року — Новоастраха́нське) — село в Україні, у Шульгинській сільській громаді Старобільського району Луганської області. Населення становить 13 осіб. До 2018 року орган місцевого самоврядування — Малохатська сільська рада.

## Назва
Засноване у 1965 році як село Новоастраханське, за тодішньою (нині дерусифікованою) назвою села Нова Астрахань розташованого на захід від нього.
19 вересня 2024 року Верховна Рада підтримала перейменування села Новоастраханське на Новослобідське в рамках дерусифікації. 26 вересня 2024 року перейменування набуло чинності.